# Вестовой
Вестовой (от весть) — нижний чин (вестовой солдат или вестовой матрос) в Русской императорской армии.
Солдаты вестовые исполняли следующие обязанности:
- служили при начальнике для различных служебных сношений[4] (в основном для связи с подразделениями)
- состояли конюхами при собственных офицерских лошадях[4]
- временные вестовые назначались в помошники тем офицерам, кои, не имея права на постоянных денщиков, командировались в составе войсковых соединений для участия в лагерном сборе, на маневрах, учениях и т.п[4][5].

Фактически вестовые являлись теми же денщиками. После октябрьского переворота в советской армии вестовые были на время де-юре упразднены, хотя де-факто их обязанности исполняли адъютанты, ординарцы и рядовые.